# Hälsovårdsnämnd
Hälsovårdsnämnden var en kommunal nämnd som varje kommun, enligt lag, var skyldig att ha mellan åren 1875 och 1982. År 1983 ersattes hälsovårdsnämnden med  miljö- och hälsoskyddsnämnd genom införandet av hälsoskyddslagen (SFS 1982:1080).

## Historia

### 1875–1920
Den 1 januari 1875 trädde 1874 års hälsovårdsstadga (SFS 1874:68) i kraft. Av den framgick att hälsovården i städer skulle skötas av särskilt inrättade hälsovårdsnämnder. Det preciserade att dess ledamöter skulle utgöras av polismästaren eller annan representant för polisen, stadsläkaren eller annan lämplig läkare samt fyra ledamöter av sstadsfullmäktige.I mats varje år skulle nämnden rapportera till Sundhetskollegium om hälsotillståndet i respektive stad. Nämnden var även ålagd att sådant som hade med invånarnas hälsa och sundhet att göra, så som tillgång till vatten,  vattenavloppen och att aavträden. Vid förhöjd dödlighet I någon stadsdel var det nämndens uppgift att försöka finna de bakomliggande orsakerna. Andra ansvarsområden var  begravningsplatser, födoämnen och dryckesvaror mm. Från 1900 gällde hälsovårdsstadgan även municipalsamhällen (SFS 1898:54).

### 1920–1958
1919 års hälsovårdsstadga (SFS 1919:444)  trädde ikraft 1920. I och med detta infördes  hälsovårdsnämnder även i landskommuner.

### 1960–1983
Kommunfullmäktige i varje kommun skulle, enligt 1958 års hälsovårdsstadga (SFS 1958:663), utse en hälsovårdsnämnd. I nämndens uppdrag ingick att se över den allmänna hälsovården i kommunen och förebygga och förhindra uppkomsten av sanitära olägenheter genom kontroll av livsmedelsdistribution, vattenförsörjning, renhållning etc.